# Certima canisparsa
Certima canisparsa är en fjärilsart som beskrevs av W. Warren 1904. Certima canisparsa ingår i släktet Certima och familjen mätare. Inga underarter finns listade i Catalogue of Life.